# 1373 Cincinnati
1373 Cincinnati este o planetă minoră (asteroid), cu un diametru de 19,448 km, din centura de asteroizi. A fost descoperită pe 30 august 1935 la Observatorul Mont Wilson de Edwin Hubble și a fost numită după Cincinnati Observatory⁠(d). 
Obiectul prezintă o orbită caracterizată de o semiaxă mare de 3,4207636 UAi, o excentricitate de 0,31, o înclinație de 38,942 ° în raport cu ecliptica.